# Upper Lake
Upper Lake é uma Região censo-designada localizada no estado americano da Califórnia, no Condado de Lake.

## Demografia
Segundo o censo americano de 2000, a sua população era de 989 habitantes.

## Geografia
De acordo com o United States Census Bureau tem uma área de 15,5 km², dos quais 15,0 km² cobertos por terra e 0,5 km² cobertos por água. Upper Lake localiza-se a aproximadamente 410 m acima do nível do mar.

## Localidades na vizinhança
O diagrama seguinte representa as localidades num raio de 24 km ao redor de Upper Lake.